# 马希珍
马希珍，回族，生卒年不详，甘肃省广河县八户庄村人，仲昆为三。娶临夏敏俊魁侄女敏尕毛为妻，生独女一人，名马尕秀。早年投青海“宁海军”，后在骑兵第五军暂编第一师第三团骑兵连任连长。